# Zementfrachter

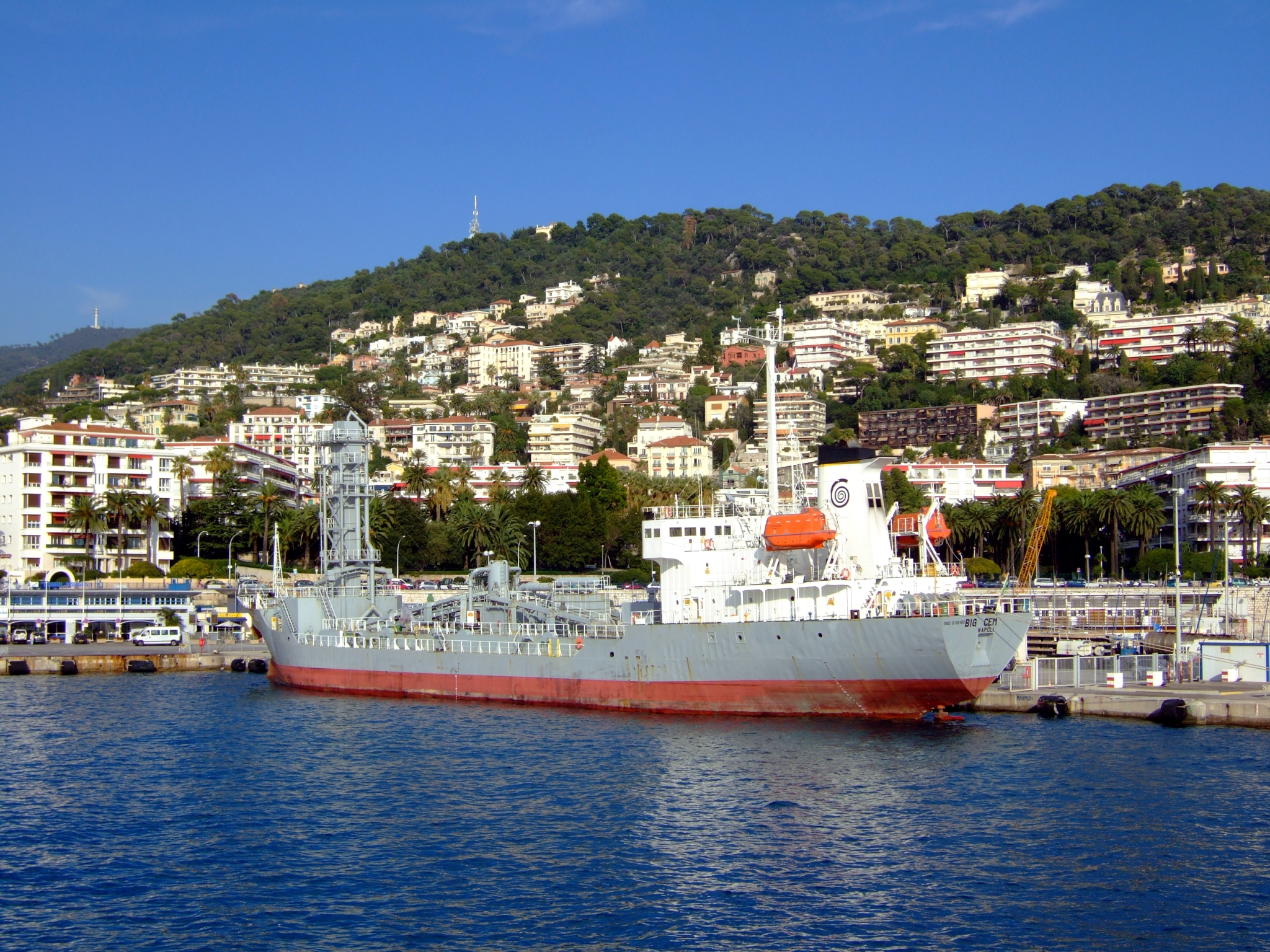
Zementumschlag in Nizza, Frankreich

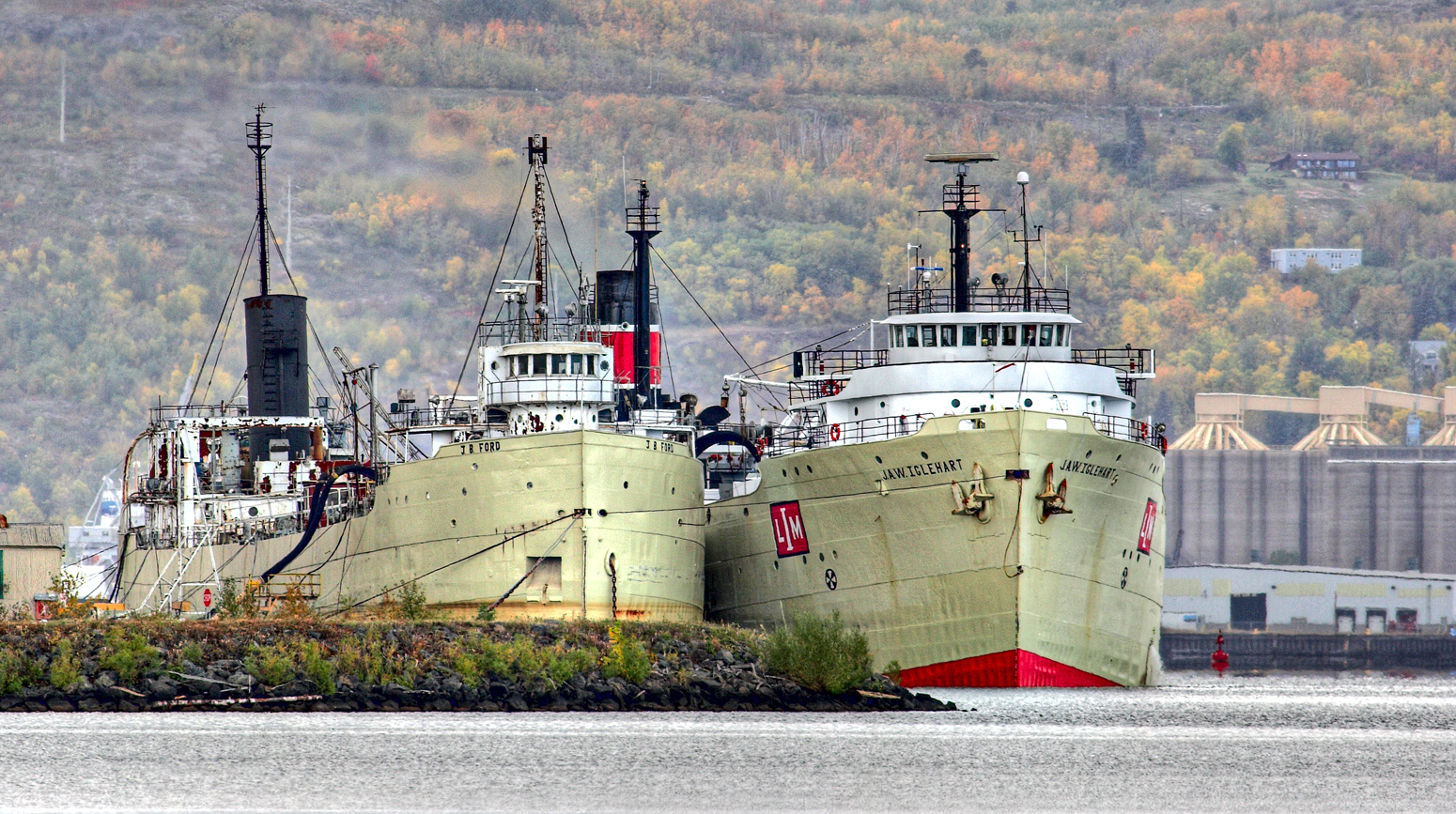
Zwei ältere Zementfrachter in Duluth, Vereinigte Staaten

Zementfrachter sind Schiffe, die zum Transport von losen Zement verwendet werden. Sie zählen zu den Massengutfrachtern und sind mit speziellen Be- und Entladeeinrichtungen ausgestattet.

## Entwicklung
Während der Industriellen Revolution wuchs auch die industrielle Produktion von Zement insbesondere durch die stark steigende Bautätigkeit jener Zeit, so dass man sich mit dem Transport von Zement als Massengut zu beschäftigen begann. Zunächst wurden bestehende Schiffe für den Zementtransport genutzt. Seit den 1910er Jahren werden jedoch erste Neubauten von Zementfrachtern erstellt. Als Ladegut ist Zement einerseits sehr aggressiv, andererseits extrem feuchtigkeitsempfindlich und besitzt ein sehr hohes Fließvermögen.
Äußerlich erkennbar sind heutige Zementfrachter als solche nicht auf Anhieb, da sie meist einen an Deck sichtbaren Aufbau für Pumpen und Ventilräume besitzen, der dem vieler Produktentankern und Chemikalientankern ähnelt. Die hohe bauliche Spezialisierung, die konstruktiv einem Tanker ähnelt, macht den Transport anderer Schüttgüter mit diesen Spezialschiffen nahezu unmöglich. Aufgrund der Ähnlichkeiten in der Art des Transportgutumschlags und der äußeren Erscheinung werden diese Schiffe auch oft als Zementtanker bezeichnet.
Weltweit gibt es etwa 300 seegängige Zementfrachter mit einer Tragfähigkeit zwischen 1000 dwt und 60,000 dwt etwa 200 Binnenschiffe mit einer Tragfähigkeit kleiner 1000 dwt.